# Interlingua-English Dictionary
L'Interlingua-English Dictionary (IED, "Dizionario Interlingua-Inglese"), sviluppato dalla International Auxiliary Language Association (IALA) sotto la direzione di Alexander Gode, pubblicato da Storm Publishers nel 1951, è il primo dizionario Interlingua del mondo e l'unico che abbia un ampiamente riconosciuto carattere autoritativo rispetto a tutti quelli successivamente pubblicati

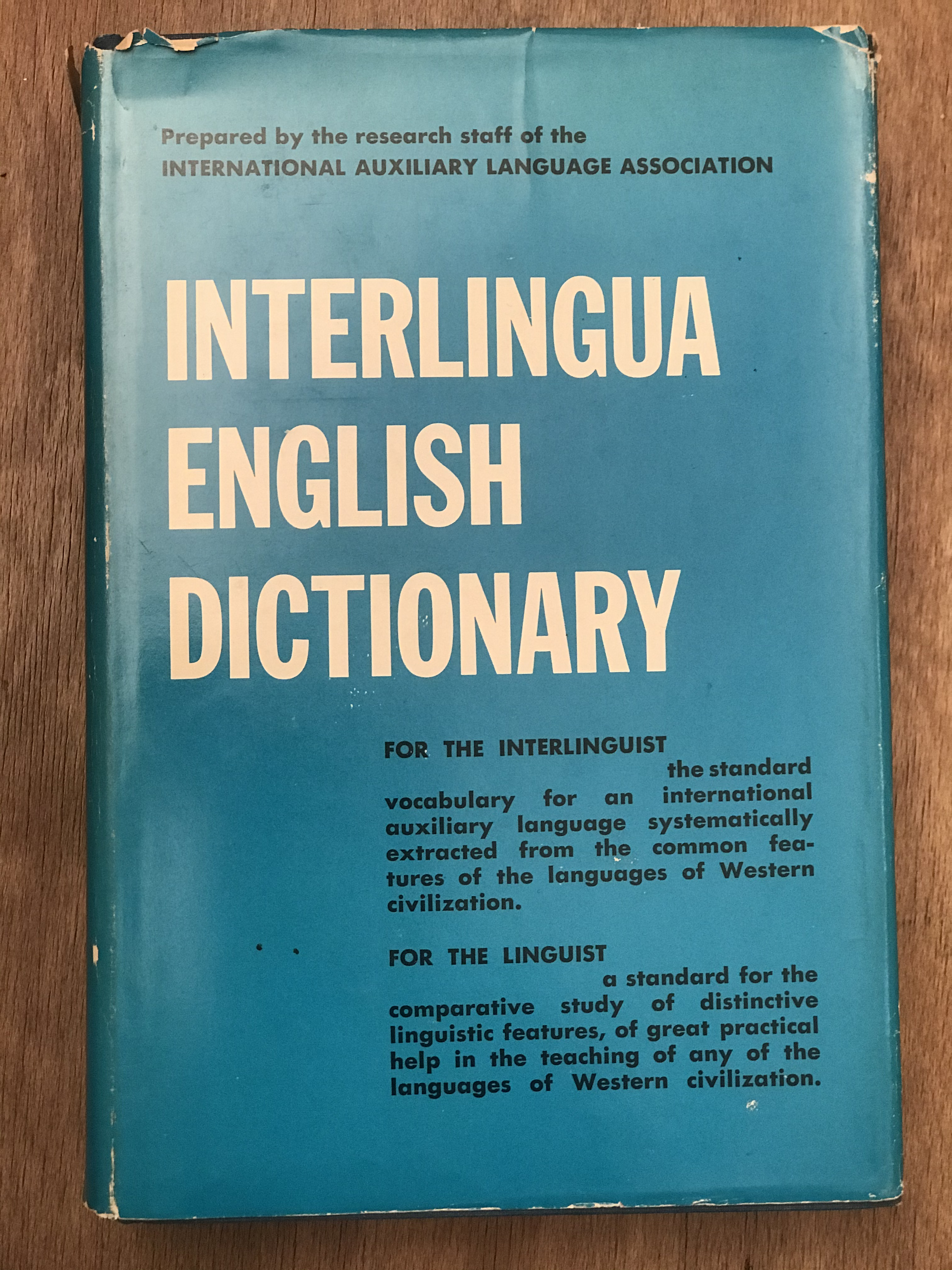
Il Dizionario Interlingua-Inglese (IED)

Chiamato brevemente IED, in 479 pagine, comprende circa 27.000 parole tratte da circa 10.000 radici, ma il grosso è dato da circa 600 radici latine classiche, essendo un dizionario anglo-latino con l'inglese che funziona come lingua di controllo primaria delle più grandi lingue romanze (italiano, latino, francese, spagnolo, esclusi il portoghese e il rumeno).
Per ogni famiglia etimologica il dizionario evidenzia la parola primitiva seguita da moltissime parole affini.

Questo modo di condensare in un quadro la derivazione etimologica è stato ripreso dai migliori dizionari multilingui ed etimologici moderni.
Il dizionario IED presenta inoltre l'elenco di tutti i 125 affissi utilizzati in interlingua, rendendo molto facile la comprensione della formazione delle parole linguistiche neolatine controllate dall'inglese.
Il titolo completo dell'opera è Interlingua: A Dictionary of the International Language ("Interlingua: un dizionario della lingua internazionale").
La prefazione è scritta da Mary Connell Bray, e racconta brevemente la storia dell'interlinguistica e della IALA.

L'Introduzione, scritta da Gode, spiega la teoria dei principi dell'interlingua ed esplora in profondità le procedure di derivazione utilizzate per ottenere un vocabolario ampiamente internazionale (vedi formazione delle parole).
Il lemmario mette in evidenza le connessioni tra le parole nella stessa famiglia di parole, mostrando le parole con prefisso anglo-latino che rendono lo IED una risorsa utile per linguisti, interlinguisti, ai poliglotti e agli appassionati della latinitas intesa non solo come storia comune dell'Europa e della Americhe, ma anche come elemento unificatore del linguaggio e come superamento della babele nella comunicazione.
Non pochi sono stati i supplementi al dizionario, in inglese e in altre lingue, che hanno introdotto decine di migliaia di neologismi dal 1951 ad oggi, ma nessuno ha avuto la fortuna e la divulgazione di questa prima opera che rimane l'unica autoritativa, mentre la stessa interlingua della IALA si è arenata di fronte alla prepotente ascesa dell'inglese come unica lingua franca. 